# بلانكو براون
بلانكو براون (بالإنجليزية: Blanco Brown) هو مغني وكاتب أغاني ومنتج أسطوانات أمريكي، ولد في 24 مارس 1988.

## وصلات خارجية
- الموقع الرسمي